# El aviador nocturno
El aviador nocturno es una película de terror de 1997 dirigida por Mark Pavia. La historia está basada en el relato homónimo de Stephen King.

## Sinopsis
Richard Dees (Miguel Ferrer) es un periodista veterano de Inside View, una revista que publica artículos centrados en lo sobrenatural y lo demoníaco. Un día, Dees oye hablar de un aviador nocturno que sobrevuela los oscuros aeropuertos a media noche y asesina brutalmente a sus víctimas, por lo que decide investigar sobre el personaje. A medida que investiga va descubriendo importantes pistas que le llevarán a conocer el auténtico rostro del aviador nocturno. Durante la película se irá enfrentando con una periodista que también quiere hacerse con el caso. También va conociendo pueblerinos que le ayudan con pistas para dar con el extraño ser.

## Personajes principales
- Miguel Ferrer (Richard Dees): Ferrer es el mayor de 5 hermanos nacidos en Puerto Rico e hijo del ganador de un Óscar José Ferrer y de la cantante Rosemary Clooney. Ferrer creció durante el mayor esplendor y glamour de Hollywood. Su héroe infantil fue Batman y durante su juventud sus intereses se decantaron por la música. Comenzó a labrarse su camino como músico de estudio. Ferrer tocó la batería en el álbum de Keith Moon Two Sides of the Moon. Compañero de orquesta de Bill Mumy (“Will Robinson” en la serie de televisión Perdidos en el espacio) interpretando a un batería en su primer papel televisivo, en la serie Sunshine. Sólo cogió este papel porque Mumy le habló de él. -Su papel de la película trata sobre un periodista de carácter estúpido y arrogante que trata de descubrir quien es el asesino que va en avioneta matando personas y dejándolas sin sangre en el cuerpo, al final este se mete de lleno en la historia y acaba volviéndose loco y asesinando a muchas personas pensando que eso lo hizo el aviador nocturno.

- Julie Entwisle (Katherine Blair): A lo largo de su carrera ha compaginado cine con teatro y televisión. Sobre las tablas ha participado en varios montajes. -Katherine era una periodista que entra en el Inside View, esta coge el caso del aviador nocturno, más tarde se le es arrebatado por Richard Dees pero esta no se da por vencia y va cogiendo pistas para seguir el rastro del aviador nocturno, al final consigue su artículo de primera página debido a que Richard muere por meterse en el papel.

- Dan Monahan (Merton Morrison): Nació el 1 de enero de 1955 en Ontario (Canadá).

Su familia emigró a Estados Unidos y en 1973 se graduó en la Olmsted Falls High School de Ohio. A finales de los 70 encontró su vocación en la actuación. Debutó en 1978 participando en dos episodios de la serie Con ocho basta y al año siguiente intervino como actor invitado en La conquista del oeste. Debutó en el cine con la película italiana Paradiso Blue (1980) y en 1981 realizó trabajos en la comedia protagonizada por Marsha Mason Only When I Laugh y en el telefilm The Adventures of Huckleberry Finn, donde interpretó a Tom Sawyer. Merton Morrison es el director de Inside VIew, este personaje hace una gran competitividad entre Richard y Katherine, también dice que es un jefe algo blando y le gusta que Richard salga en primera página.
- Dwight Renfield (MIchael H. Moss): este es el piloto vampiro de la película, casi toda la película va volando en la avioneta, solo en pocas ocasiones baja para matar a sus víctimas, más o menos se podría decir que el personaje principal junto con Richard Dees que es el ansioso periodista que lo busca para su periódico.

### Personajes secundarios
- Selida MacCamon (Berverly Skinner): en la película: una peluquera que peina a Ellen antes de que ella muriera, esta le dice que ella quería estar guapa para alguien, y decía que nunca rompía su rutina en 20 años, y esa noche murió.

- Back Kendall (Rob Wilds): es el primer personaje que muere a manos del aviador nocturno, este muere debido a que el aviador le arranca la garganta, este personaje era bastante grande y a todos les resultó extraño que lo derribaran tan fácilmente, este trabajaba en una cabina de aterrizaje en un aeropuerto.

- Ellen Sarch ( Elizabeth McCornick): ancianita que muere junto a su marido en su casa al lado del aeropuerto debido al ataque del aviador nocturno.

- Ray Sarch (William Nelly): el marido de Ellen, es el primer asesinado antes de su mujer, es decapitado y el aviador sustrae toda la sangre de su cuerpo.

- Terminal #1 (J. R Rodríguez): el terminal que advierte a nuestro protagonista RIchard que tiene que descender.

- Terminal #2 (Robert Casey): otro que trabaja en la terminal del aeropuerto, y también advierte a Richard del aterrizaje que tiene que maniobrar.

- Policía (General Fermon Judd Jr): es un policía con el que Richard habla para enterarse un poco más de la historia de los asesinatos, este le advierte a nuestro protagonista que ese ser no es humano y que tenga cuidado.